# Henri Saivet
Henri Grégoire Saivet (sinh ngày 26 tháng 10 năm 1990) là một cầu thủ bóng đá người Sénégal thi đấu ở vị trí tiền vệ cho câu lạc bộ Pau và đội tuyển quốc gia Sénégal.  Anh từng được xem là "thần đồng" bóng đá Pháp và được Sky Sports nhận xét "có tốc độ không thua kém Nicolas Anelka hay Thierry Henry khi cùng lứa tuổi". Tiền vệ này đã từng thi đấu cấp độ trẻ quốc gia cho Pháp, khoác áo các đội U của Pháp nhưng sau đó thi đấu cho tuyển quốc gia Senegal. Năm 2022, anh đến thi đấu cho Pau sau 18 tháng thất nghiệp vì chấn thương.

## Sự nghiệp câu lạc bộ

### Bordeaux
Năm 2007, Saivet ký hợp đồng chuyên nghiệp đầu tiên với Bordeaux, giúp anh trở thành cầu thủ chuyên nghiệp trẻ nhất trong lịch sử câu lạc bộ. Anh có màn ra mắt chuyên nghiệp trong mùa giải 2007–08, lúc 17 tuổi, trong trận đấu với Lens. Saivet ghi bàn thắng trong trận chung kết Cúp bóng đá Pháp 2013 giúp Bordeaux đánh bại Evian 3–2.

### Newcastle United
Ngày 11 tháng 1 năm 2016, huấn luyện viên Bordeaux Willy Sagnol xác nhận cho phép Saivet rời khỏi câu lạc bộ. Sau đó Saivet chính thức kí hợp đồng với thời hạn 5,5 năm với Newcastle United, với mức phí chuyển nhượng được báo cáo khoảng 5 triệu bảng Anh.
Sau khi chỉ thi đấu 4 trận với 2 lần đá chính trong nửa mùa giải cho Newcastle United, Saivet gia nhập Saint-Étienne theo dạng cho mượn cả mùa vào ngày 23 tháng 8 năm 2016 mà không có điều khoản mua đứt dành cho Saint-Étienne.
Vào ngày 23 tháng 8 năm 2017, Saivet chơi trận đầu tiên cho Newcastle kể từ ngày 6 tháng 2 năm 2016, đá chính trong trận EFL Cup với Nottingham Forest. Anh được gọi trở lại đội một vào ngày 23 tháng 12 và ghi bàn từ quả đá phạt trong chiến thắng 3–2 ở Premier League trước West Ham.
Vào ngày 25 tháng 8 năm 2018, Saivet gia nhập câu lạc bộ Thổ Nhĩ Kì Bursaspor theo dạng cho mượn cả mùa giải.

### Pau
Vào tháng 6 năm 2022, Saivet gia nhập câu lạc bộ Pháp Pau. và là đồng đội của Nguyễn Quang Hải

## Sự nghiệp quốc tế
Anh có màn ra mắt cho Sénégal vào ngày 14 tháng 8 năm 2013.

## Thống kê sự nghiệp

### Câu lạc bộ
Tính đến 1 tháng 7 năm 2021
| Câu lạc bộ           | Mùa giải           | Giải vô địch       | Giải vô địch | Giải vô địch | Cup     | Cup       | Cúp Liên đoàn | Cúp Liên đoàn | Châu lục / Khác | Châu lục / Khác | Tổng cộng | Tổng cộng |
| Câu lạc bộ           | Mùa giải           | Hạng đấu           | Số trận      | Bàn thắng    | Số trận | Bàn thắng | Số trận       | Bàn thắng     | Số trận         | Bàn thắng       | Số trận   | Bàn thắng |
| -------------------- | ------------------ | ------------------ | ------------ | ------------ | ------- | --------- | ------------- | ------------- | --------------- | --------------- | --------- | --------- |
| Bordeaux B           | 2006–07            | CFA                | 8            | 1            | 0       | 0         | 0             | 0             | 0               | 0               | 8         | 1         |
| Bordeaux B           | 2007–08            | CFA                | 17           | 2            | 0       | 0         | 0             | 0             | 0               | 0               | 17        | 2         |
| Bordeaux B           | 2008–09            | CFA                | 6            | 1            | 0       | 0         | 0             | 0             | 0               | 0               | 6         | 1         |
| Bordeaux B           | 2009–10            | CFA                | 26           | 5            | 0       | 0         | 0             | 0             | 0               | 0               | 26        | 5         |
| Bordeaux B           | Tổng cộng          | Tổng cộng          | 57           | 9            | 0       | 0         | 0             | 0             | 0               | 0               | 57        | 9         |
| Bordeaux             | 2007–08            | Ligue 1            | 1            | 0            | 0       | 0         | 0             | 0             | 0               | 0               | 1         | 0         |
| Bordeaux             | 2008–09            | Ligue 1            | 1            | 0            | 0       | 0         | 0             | 0             | 0               | 0               | 1         | 0         |
| Bordeaux             | 2009–10            | Ligue 1            | 3            | 0            | 1       | 0         | 1             | 0             | 1               | 0               | 6         | 0         |
| Bordeaux             | 2010–11            | Ligue 1            | 6            | 0            | 2       | 0         | 2             | 0             | 0               | 0               | 10        | 0         |
| Bordeaux             | 2011–12            | Ligue 1            | 24           | 1            | 2       | 0         | 0             | 0             | 0               | 0               | 26        | 1         |
| Bordeaux             | 2012–13            | Ligue 1            | 34           | 8            | 6       | 1         | 1             | 0             | 8               | 0               | 49        | 9         |
| Bordeaux             | 2013–14            | Ligue 1            | 33           | 6            | 2       | 0         | 2             | 1             | 5               | 1               | 42        | 8         |
| Bordeaux             | 2014–15            | Ligue 1            | 14           | 0            | 1       | 0         | 1             | 0             | 0               | 0               | 16        | 0         |
| Bordeaux             | 2015–16            | Ligue 1            | 18           | 2            | 0       | 0         | 1             | 0             | 8               | 1               | 27        | 3         |
| Bordeaux             | Tổng cộng          | Tổng cộng          | 134          | 17           | 14      | 1         | 8             | 1             | 22              | 2               | 178       | 21        |
| Angers (mượn)        | 2010–11            | Ligue 2            | 18           | 3            | 2       | 1         | 0             | 0             | 0               | 0               | 20        | 4         |
| Newcastle United     | 2015–16            | Premier League     | 4            | 0            | 0       | 0         | 0             | 0             | 0               | 0               | 4         | 0         |
| Newcastle United     | 2017–18            | Premier League     | 1            | 1            | 2       | 0         | 1             | 0             | 0               | 0               | 4         | 1         |
| Newcastle United     | 2019–20            | Premier League     | 0            | 0            | 0       | 0         | 0             | 0             | 0               | 0               | 0         | 0         |
| Newcastle United     | 2020–21            | Premier League     | 0            | 0            | 0       | 0         | 0             | 0             | 0               | 0               | 0         | 0         |
| Newcastle United     | Tổng cộng          | Tổng cộng          | 5            | 1            | 2       | 0         | 1             | 0             | 0               | 0               | 8         | 1         |
| Saint-Étienne (mượn) | 2016–17            | Ligue 1            | 27           | 1            | 1       | 0         | 0             | 0             | 7               | 0               | 35        | 1         |
| Sivasspor (mượn)     | 2017–18            | Süper Lig          | 12           | 0            | 0       | 0         | 0             | 0             | 0               | 0               | 12        | 0         |
| Bursaspor (mượn)     | 2018–19            | Süper Lig          | 29           | 2            | 0       | 0         | 0             | 0             | 0               | 0               | 29        | 2         |
| Tổng kết sự nghiệp   | Tổng kết sự nghiệp | Tổng kết sự nghiệp | 282          | 33           | 19      | 2         | 9             | 1             | 29              | 2               | 339       | 38        |

### Quốc tế
Tính đến 27 tháng 7 năm 2019
| Senegal |         |           |
| Năm     | Số trận | Bàn thắng |
| 2013    | 3       | 0         |
| 2014    | 1       | 0         |
| 2015    | 7       | 0         |
| 2016    | 0       | 0         |
| 2017    | 7       | 1         |
| 2018    | 2       | 0         |
| 2019    | 7       | 0         |
| Total   | 27      | 1         |

### Bàn thắng quốc tế
Tỷ số và kết quả liệt kê bàn thắng của Sénégal trước.
| Bàn thắng | Ngày                | Địa điểm                               | Thi đấu  | Tỷ số | Kết quả | Giải đấu                  |
| --------- | ------------------- | -------------------------------------- | -------- | ----- | ------- | ------------------------- |
| 1.        | 19 tháng 1 năm 2017 | Stade de Franceville, Phápville, Gabon | Zimbabwe | 2–0   | 2–0     | Cúp bóng đá châu Phi 2017 |

## Danh hiệu
Bordeaux
- Cúp Liên đoàn Pháp: 2008–09
- Cúp bóng đá Pháp: 2012–13